# Thomas Lau Luen-hung
Thomas Lau Luen-hung (* 1953) ist ein Hongkonger Geschäftsmann mit Teochew-Abstammung. Er ist Vorsitzender und CEO von Lifestyle International Holdings, die mit Sogo Hong Kong Hongkongs größtes Kaufhaus betreibt. Er ist Mitglied der 12. Politische Konsultativkonferenz des chinesischen Volkes Shanghai Committee und sitzt dort  im Vorstand der Jiaotong-Universität Shanghai.

## Privatleben
Lau Luen-hung ist der jüngere Bruder des Milliardärs Joseph Lau, und trägt den Spitznamen „Junger Lau“ (細 劉), um ihn von Joseph mit dem Spitznamen „Alter Lau“ (大劉) zu unterscheiden, dessen Name auf Kantonesisch gleich ausgesprochen wird.
Seine Kinder Lau Kam Sen und Lau Kam Shim sind Geschäftsführer von Lifestyle International Holdings.